# حداثة منتصف القرن

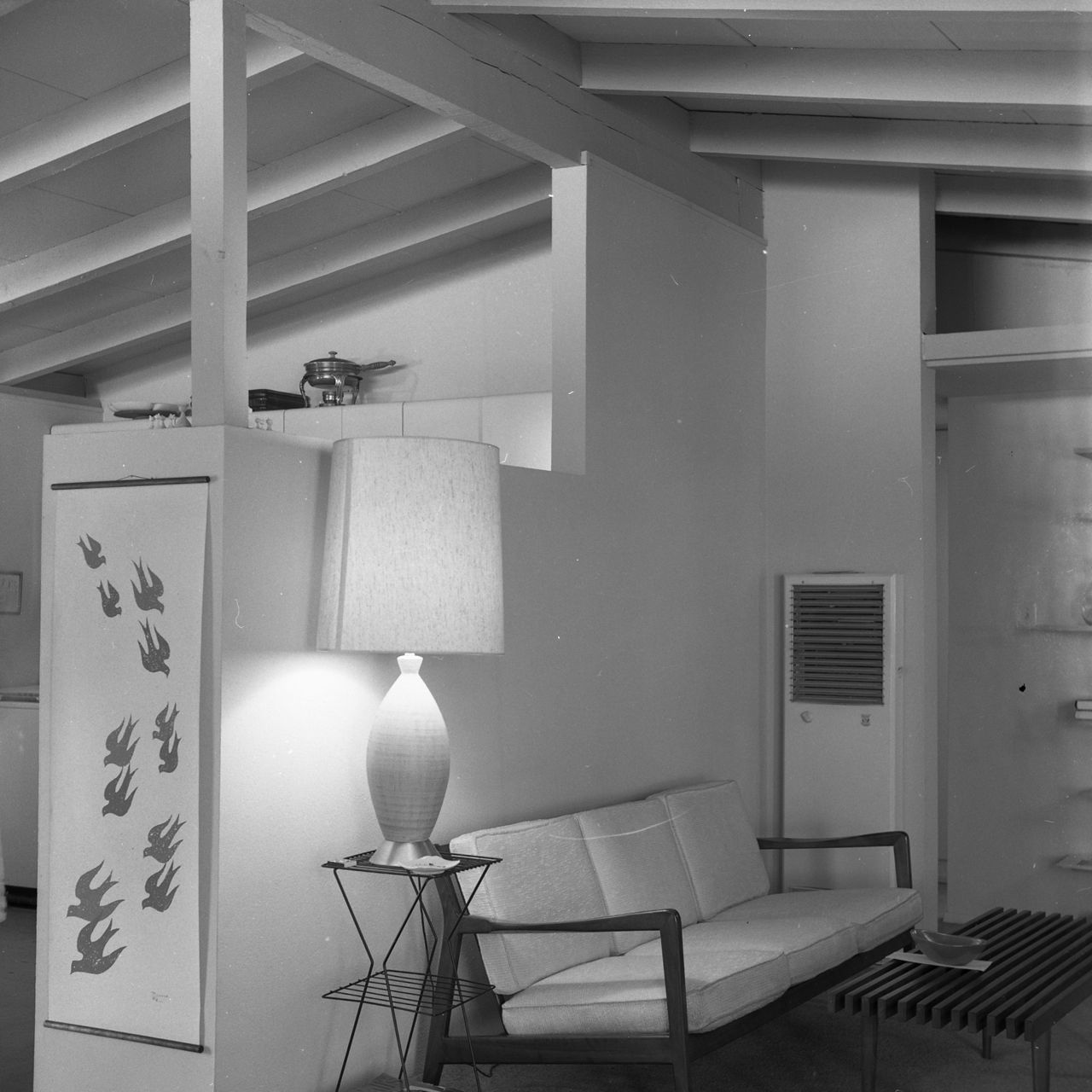
صوره توضح النسق العام للتصميم

حداثة منتصف القرن (إم سي إم) هي حركة تصميم أمريكية في الديكور الداخلي وتصميم المنتجات والتصميم الجرافيكي والعمارة والتصميم والتطوير الحضري، حظيت بشعبية كبيرة منذ عام 1945 وحتى عام 1969، خلال فترة ما بعد الحرب العالمية الثانية في الولايات المتحدة. استخدم المصطلح الوصفي في وقت مبكر من منتصف خمسينيات القرن العشرين وحُدد بصفته حركة تصميم من قبل كارا غرينبيرغ في كتابها عام 1948، حداثة منتصف القرن: الفرش في خمسينيات القرن العشرين. اعترف بها اليوم الباحثون والمتاحف في جميع أنحاء العالم باعتبارها حركة تصميم مهمة. تضم المعايير الجمالية لحركة إم سي إم الحداثة في الأسلوب والبناء، والتوازي مع حركة الحداثة في تلك الفترة. تميزت الحركة بشكل أساسي بالخطوط البسيطة والاستخدام الصادق للمواد، لا تشمل عادة على الزخارف والزينة.

## العمارة
جاءت حركة حداثة منتصف القرن في الولايات المتحدة كانعكاس أمريكي للحركات الدولية والباوهاوس، بما في ذلك أعمال كل من غروبيوس وفلورانس كنول ولو كوربوزييه ولوديش مايس وفان دير روي. على الرغم من أن المكون الأمريكي كان عضويًا أكثر قليلًا من ناحية الشكل وأقل رسمية من الأسلوب العالمي، إلا أنه كان أكثر ارتباطًا به من أي أسلوب آخر. كان المعماريون البرازيليون والاسكندنافيون مؤثرين للغاية خلال هذا الوقت، وتميز أسلوبهم بالبساطة النظيفة والتكامل مع الطبيعة. كالعديد من تصاميم رايت، كثيرًا ما كانت تُستخدم عمارة منتصف القرن في هياكل سكنية بهدف إحضار الحداثة إلى ضواحي أمريكا بعد الحرب. شدد هذا الأسلوب على إنشاء هياكل ذات عدد وفير من النوافذ ومخططات ذات مساحات مفتوحة بقصد فتح الفراغات الداخلية للخارج وإحضار الفراغات الخارجية إلى الداخل. استخدمت العديد من منازل منتصف القرن في ذلك الوقت التصميم المعماري الرائد حينها وهو التصميم المعماري الشعاعي الذي ألغى الجدران الضخمة مقابل الجدران المصنوعة من الزجاج. كانت الوظيفة مهمة بقدر أهمية الشكل في تصاميم منتصف القرن، مع التركيز على استهداف احتياجات الأسرة الأمريكية العادية.
أدى تأثير لوكوربوزييه والمؤتمر الدولي للعمارة الحديثة (سي آي إيه إم)، إلى ظهور الأرثوذكسية المعمارية في معظم أجزاء أوروبا ما بعد الحرب، والتي تعرضت في نهاية المطاف للتحدي من قبل الأجندات الراديكالية للأجنحة المعمارية للأممية الموقفية الطليعية، مثل جماعة الكوبرا، وكذلك آرشيغرام في لندن. استوحت إعادة تقييم نقدية ولكن متعاطفة للعمل الدولي من الحداثيين الإسكندنافيين مثل ألفار آلنتو وسيغورد لويرنتز وأرني جاكوبسن وكانت الأعمال المتأخرة للو كوربوزييه نفسه تُفسر من قبل مجموعات مثل فريق إكس الذي يضم معماريين هيكليين مثل آلدو فان آيك ورالف إيرسكاين ودينيس لاسدن وجورن اوتزون. تُعرف الحركة في المملكة المتحدة باسم الوحشية الجديدة.